# アルダハン県
アルダハン県（アルダハンけん、トルコ語: Ardahan ili、クルド語: Parêzgeha Erdêxanê、アゼルバイジャン語: Ərdəhan rayonu）は、トルコ、東アナトリア地方の県。県都はアルダハン。南にカルス、南西にエルズルム、西にアルトヴィンの各県と接しており、北部、東部をジョージアとアルメニアとの国境に接している。

## 地理
この県は高地地帯にあり、気温が簡単に零下に下がり-20℃に達することもある。このため多くの時期雪で覆われており、観光客も多い。経済は牧畜がさかんである。
1993年までこの県はカルス県の一部であり、県になることでインフラへの投資を呼び込むと考えられたが、1950年から現在でも人口の流出は止まっておらず、貧窮している。1990年には17万人いた人口も2000年には約12万人に減少している。キプチャク族、トルコ人、トルクメン人、カラパパク人、アゼル系トゥルク人などが住んでいる。
トルコ軍はこの国境の県に存在感を示しており、軍関連施設、軍事雇用などもこの県の経済を強めている。バクー・トビリシ・ジェイハンパイプラインもこの地域に活性化をもたらしている。

## 歴史
紀元前680年、スキタイ人がコーカサスを超えて北方から侵入し、ウラルトゥ王国からこの地を得て支配した。ヴァン湖の南岸に首都を持った。
この後ペルシアに奪還され、その後紀元前330年ごろ、アレクサンドロス3世（大王）によって支配される。
1068年、セルジューク朝のクマン人やPecenek族がこの地域を支配した。1124年にはキプチャクがコーカサスを越えてきた。1267年のイルハン時代は、アヘルツィヘを首都にキプチャク王朝を樹立した。この王朝はオスマン帝国に1578年に征服されるまで残った。

## 観光
アルダハン城の様な幾つかの城が残っている。また、1年のある時間に、Damal山はAtaturkの生きているような影を写す。 

## 下位自治体
この県には6つの下位自治体がある。
- アルダハン（Ardahan）
- チュルドゥル（Çıldır）
- ダマル（Damal）
- ギョレ（Göle）
- ハナク（Hanak）
- ポソフ（Posof）